# Luis Santos
Luis T. Santos (Cabanatuan, 14 januari 1924 - Davao City, 3 augustus 2011) was een Filipijns politicus. Hij was burgemeester van Davao City en werd in 1987 gekozen in het Filipijns Huis van Afgevaardigden. Ook was hij van 1987 tot 1991 minister van binnenlandse zaken en lokaal bestuur in het kabinet van Corazon Aquino.

## Biografie
Luis Santos werd geboren op 14 januari 1924 in Cabanatuan in de Filipijnse provincie Nueva Ecija. Zijn ouders waren Nicolas Santos en Illuminado Toribio. Hij behaalde een Associate of Arts-diploma aan de University of the Philippines en een bachelor-diploma aan de Ateneo de Manila University. 
Santos was politiechef van Davao City en was later van 1972 tot 1975 en van 1975 tot 1981 burgemeester van de stad. Ook was hij directeur van diverse Filipijnse bedrijven, waaronder Davao Gulf Lumber Inc. en Santos Land Development Corporation.. Bij de verkiezingen van 1987 werd Santos gekozen tot lid van het Filipijns Huis van Afgevaardigden namens het 3e kiesdistrict van Davao. Hij diende echter al op 27 oktober 1987 zijn ontslag in, waarna hij op 9 november werd benoemd tot Minister van Lokaal Bestuur in het kabinet van president Corazon Aquino. Hij was minister tot 10 december 1991, waarna hij werd opgevolgd door Cesar Sarino.
Santos overleed in 2011 op 87-jarige leeftijd in het Davao Doctors Hospital. Hij was getrouwd met Catalina Garcia en kreeg met haar twaalf kinderen.

## Bron
- Bowker-Saur, Who's Who in Asian and Australasian Politics, Bowker-Saur, Londen (1991)
- Kasuya Publisher, ASEAN Who's who, Vol. 2, Kasuya Publisher, Kuala Lumpur (1992)